# Лазарев, Лазарь Эммануилович
Ла́зарь Эммануи́лович Ла́зарев (1822 или 1824, Персия — 18 (30) января 1884, Москва) — русский востоковед, историк, филолог.

## Биография
Мальчиком был вывезен одним русским сановником из Персии, где родился, и в июне 1839 года помещён в Тифлисскую гимназию. В 1844 году окончил курс гимназии и стал преподавать в двух высших классах Елизаветпольской гимназии. 
В октябре 1852 году он был приглашен на должность старшего учителя турецко-татарского языка в гимназических классах Лазаревского института. В октябре 1853 года был утверждён в степени кандидата в Санкт-Петербургском университете. В апреле 1862 года он защитил в нём диссертацию на степень магистра восточной словесности «Разбор поэмы Мухаммеда Фузули: Лейли-ве Меджнун» (М., 1862). 
С октября 1863 года был преподавателем турецкой и татарской словесности в специальных классах Лазаревского института; в сентябре 1871 года получил звание экстраординарного профессора. 
В 1882 году получил чин действительного статского советника. 
Из трудов Лазарева, кроме диссертации, известны:
- Турецко-татарско-русский словарь наречий османского, кавказского и крымского с приложением краткой грамматики (М., 1864.)
- Сравнительная хрестоматия турецкого языка наречий Османлы и Адербиджана … (М.: Унив. тип. (Катков и К°), 1866. — [5], XI, 52 с., 296 с. старо-араб. паг.)
- Беглый взгляд на причины, затрудняющие изучение восточных языков (1871).

Умер 18 (30) января 1884 года. Похоронен на Армянском кладбище.